# Helga Schütz

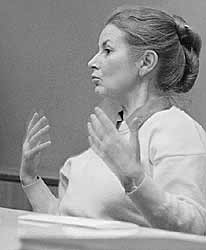
Helga Schütz (1993)

Helga Schütz (* 2. Oktober 1937 in Falkenhain, Kreis Goldberg, Niederschlesien) ist eine deutsche Schriftstellerin und Drehbuchautorin.

## Leben und Wirken
Helga Schütz ist die Tochter eines Metallformers, der als Wehrmachtssoldat in Stalingrad umkam. Nach der Flucht mit ihrer Mutter und der Großmutter aus Niederschlesien wuchs sie ab 1944 bei ihren Großeltern in Dresden auf. Nach der Volksschule absolvierte sie eine Gärtnerlehre und arbeitete als Landschaftsgärtnerin. Von 1955 bis 1958 besuchte sie die Arbeiter-und-Bauern-Fakultät in Potsdam, von 1958 bis 1962 studierte sie Dramaturgie an der Deutschen Hochschule für Filmkunst in Potsdam-Babelsberg; dieses Studium schloss sie mit einem Diplom ab. Seit 1962 arbeitete sie als freie Drehbuchautorin für die DEFA, anfangs vorwiegend im Dokumentarfilmbereich. Ab 1965 arbeitete sie eng zusammen mit dem Regisseur Egon Günther, mit dem sie langjährig auch eine private Beziehung verband. Schütz verfasste zahlreiche Drehbücher für Dokumentar- und Spielfilme, vereinzelt führte sie auch selbst Regie. Seit 1993 hat sie eine Professur für Drehbuchschreiben an der Hochschule für Film und Fernsehen in Potsdam inne. Seit den Siebzigerjahren ist Helga Schütz auch als Verfasserin von Prosawerken hervorgetreten, in denen teils eigene Kindheits- und Jugenderlebnisse in poetisch verfremdeter Form wiedergegeben werden. Dabei ist die Autorin in ihrer szenischen und dialogischen Erzählweise stark vom Drehbuchschreiben beeinflusst.
Schütz ist Mitglied des PEN-Zentrums Deutschland und der Akademie der Wissenschaften und der Literatur in Mainz.

## Auszeichnungen
Schütz erhielt u. a. folgende Auszeichnungen: 1968 den Heinrich-Greif-Preis 1. Klasse, 1973 den Heinrich-Mann-Preis der Akademie der Künste der DDR, 1974 den Theodor-Fontane-Preis des Bezirks Potsdam, 1991 den Stadtschreiber-Preis der Stadt Mainz, 1992 den Brandenburgischen Literaturpreis, 1998 Dr. Manfred Jahrmarkt-Ehrengabe der Deutschen Schillerstiftung sowie 2003 das Calwer Hermann-Hesse-Stipendium. Gemäß einem Beschluss der Stadtverordnetenversammlung vom 6. Dezember 2017 wurde sie mit Übergabe der Ernennungsurkunde am 26. Januar 2018 zur Ehrenbürgerin der Stadt Potsdam ernannt. Am 30. November 2018 wurde sie von der DEFA-Stiftung für ihr filmkünstlerisches Lebenswerk ausgezeichnet.

## Privates
Schütz lebt in Potsdam-Babelsberg.

## Werke
- Vorgeschichten oder schöne Gegend Probstein, Aufbau-Verlag Berlin und Weimar 1971; Benziger, Zürich 1972 ISBN 3-545-36181-0
- Das Erdbeben bei Sangerhausen und andere Geschichten. Berlin 1972
- Festbeleuchtung. Berlin 1974
- Jette in Dresden. Berlin 1977
- Julia oder Erziehung zum Chorgesang. Berlin 1980
- Martin Luther. Eine Erzählung für den Film. Berlin 1983
- In Annas Namen. Aufbau, Berlin 1986 ISBN 3-630-61831-6; Aufbau-Taschenbuch 1586, Berlin 1999 ISBN 3-7466-1586-0
- Heimat süße Heimat. Berlin 1992
- Vom Glanz der Elbe. Berlin 1995
- Grenze zum gestrigen Tag. Berlin 2000 ISBN 3-351-02384-7; Aufbau-Taschenbuch 1839, Berlin 2002 ISBN 3-7466-1839-8
- mit Rainer J. Fischer (Fotos): Dahlien im Sand, mein märkischer Garten. Aufbau, Berlin 2002 ISBN 3-351-02939-X
- Knietief im Paradies. Roman. Aufbau, Berlin 2005 ISBN 978-3-351-03031-5
- Sepia. Roman. Aufbau, Berlin 2012 ISBN 978-3-351-03505-1
- Die Kirschendiebin. Erzählung. Aufbau, Berlin 2017 ISBN 978-3-351-03675-1
- Von Gartenzimmern und Zaubergärten. Aufbau, Berlin 2020 ISBN 978-3-351-03475-7
- Heimliche Reisen. Aufbau, Berlin 2021 ISBN 978-3-351-03892-2

## Drehbücher
- 1964: Es liegt an uns
- 1965: Lots Weib
- 1965: Wenn du groß bist, lieber Adam
- 1969: 7 Sätze über das Lernen
- 1969: Auftrag für morgen
- 1969: Seilfahrt 69
- 1969: Meißen - Blaue Schwerter 69
- 1971: Stabwechsel
- 1972: Die Nuß
- 1973: Handschriften - Dialoge über Kunst
- 1973: Zum Beispiel Malen
- 1973: Meister Maidburg in Annaberg (TV)
- 1974: Die Schlüssel
- 1975: Tage auf dem Lande
- 1976: Die Leiden des jungen Werthers
- 1978: Ursula (TV)
- 1979: P.S.
- 1979: Addio, piccola mia (Szenarium und Darstellerin)
- 1981: Vivos voco – Ich rufe die Lebenden (TV)
- 1981: „Da kommen sie und fragen“. Neun Tage aus Goethes Leben (TV)
- 1982: Fontane, Theodor – Potsdamer Straße 134c (TV)
- 1983: Martin Luther[5]
- 1984: Schauplatz der Geschichte: Dresden (TV)
- 1984: Museen der Welt: Der Zwinger in Dresden (TV, auch Regie)
- 1985: Bettina von Arnim geb. Schober (TV)
- 1986: Schauplatz der Geschichte: Erfurt (TV, auch Regie)
- 1986: Schauplatz der Geschichte: Rostock (TV, auch Regie)
- 1988: Fallada – Letztes Kapitel
- 1991: Stein
- 1993: ABF-Memoiren

## Hörspiele
- 1974: Le Rossignol heißt Nachtigall – Regie: Werner Grunow (Hörspiel – Rundfunk der DDR)
- 1980: Jette im Schloss – Regie: Fritz Göhler (Hörspiel – Rundfunk der DDR)